# August Hofer (Maler)
August Hofer (* 1. März 1899 in Achthal; † 25. August 1981 in Zusmarshausen) war ein deutscher Maler.
August Hofers Vater war Fassmaler und Vergolder der Achthaler Carolinenhütte. Bei ihm ging er in die Lehre und lernte die Techniken des Vergoldens, Malens und Aquarellierens sowie die Radierung. 1922 ließ er sich in Augsburg als freischaffender Künstler nieder. August Hofer gehört zu den Künstlern der sogenannten „verschollenen Generation“ und ist dem expressiven Realismus zuzuordnen.
Sein Nachlass umfasst ca. 300 Ölgemälde, 800 Aquarelle und Zeichnungen und 200 Holzschnitte. Einige seiner Werke befinden sich in der Sammlung des Museum Oberschönenfeld.